# Lexicon Recentis Latinitatis
 (novembre 2024).
Si vous disposez d'ouvrages ou d'articles de référence ou si vous connaissez des sites web de qualité traitant du thème abordé ici, merci de compléter l'article en donnant les références utiles à sa vérifiabilité et en les liant à la section « Notes et références ».
Le Lexicon Recentis Latinitatis est un dictionnaire latin publié par le Vatican. Il s’agit d’une tentative de traduction en latin de mots issus du vocabulaire contemporain.

## Sources
Dans la préface du dictionnaire, Carl Egger affirme que les contributeurs du dictionnaire se sont appuyés sur le Lexicon eorum vocabulorum quae difficilius Latine redduntur (la) du cardinal Antonio Bacci (1949 pour la seconde édition) ainsi que sur le Thesaurus Linguae Latinae (1900).

## Éditions
Publié en 1992 pour les lettres A à L, puis en 1997 pour les lettres M à Z par la Libraria Editoria Vaticana, il est rassemblé en un unique volume en 2003. Le dictionnaire fournit les termes italiens avec leur traduction en latin.
Une version simplifiée du dictionnaire existe sous le titre de Parvum verborum novatorum lexicum. Elle est disponible en ligne sur le site du Vatican.